# Nuevo Teatro Nacional (Tokio)
El Nuevo Teatro Nacional  (en japonés: 新国立劇場 Shin Kokuritsu Gekijō) es una institución pública de Japón dedicada las artes escénicas (ópera, ballet, danza contemporánea, teatro). Se encuentra en la zona de Shinjuku de Tokio. La construcción del edificio se completó en febrero de 1997 y las primeras actuaciones públicas se organizaron en octubre de ese año. 